# Fælles source
Fælles source, eller jordet source, er navnet på et forstærkertrin, baseret på en Felteffekttransistor. Navnet skyldes, at transistorens source-tilledning (for så vidt angår vekselstrømme, dvs. signaler) står i forbindelse med den ene "side" af både forstærkerens indgang og udgang.
Fælles source-trinnet er inverterende (dvs. leverer et udgangssignal, der er i modfase i forhold til indgangssignalet) og kan i teorien have en ubegrænset stor indgangsimpedans – i praksis fra 1 til 10 millioner ohm. Spændingsforstærkningen er til gengæld ikke særlig stor, typisk mellem 1 og 20 gange (0-26 decibel). Udgangsimpedansen er typisk af størrelsesordenen nogle få kiloohm.

## Sådan virker fælles source-trinnet
Til højre ses diagrammet for et fælles source-trin: Transistorens gate bibringes en vis spænding, der fastsættes af spændingsdeleren bestående af modstandene {\displaystyle R_{1}} og {\displaystyle R_{2}}. Hvis man indretter trinnet til at arbejde med 0 volt på gaten, kan man helt udelade {\displaystyle R_{1}} og bruge en meget stor værdi for {\displaystyle R_{2}} – fordelen ved dette er, at man kan opnå en tilsvarende stor indgangsimpedans.
Gatespændingen er en kende lavere end spændingen på source-ledningen, sådan at transistoren lader en vis strøm, kaldet hovedstrømmen, passere genmem drain og source. Denne strøm medfører et vist spændingsfald over drainmodstanden {\displaystyle R_{3}} og sourcemodstanden {\displaystyle R_{4}} – spændingsfaldet over sidstnævnte fastlægger samtidig spændingen ved transistorens source. Afkoblingskondensatoren {\displaystyle C_{3}} begrænser modkoblingen i trinnet ved at begrænse små, hurtige udsving i spændingen over {\displaystyle R_{4}} som en følge af det signal, trinnet behandler. Til gengæld vil mere langsigtede ændringer i hovedstrømmen resultere i en ændring i sourcespændingen, som vil søge at bringe transisorens strømme og spændinger tilbage mod det oprindelige arbejdspunkt.
Det signal, der skal forstærkes, føres ind gennem kondensatoren {\displaystyle C_{1}}, kaldet indgangskondensatoren – denne kondensator nødvendiggøres af, at jævnspændingen fra signalkilden (her vist med diagramsymbolet for en tonegenerator) næsten altid har en anden jævnspænding (f.eks. 0 volt) end den, der skal være på transistorens gate. Signalet vil medføre små variationer i gatens spændinger, og derfor også i hovedstrømmen gennem transistoren. Ændringerne i hovedstrømmen medfører tilsvarende – men noget større – ændringer i spændingen over drainmodstanden {\displaystyle R_{3}}, hvorfra udgangssignalet tages ud gennem udgangskondensatoren {\displaystyle C_{2}}

## Egenskaber
Hvis gatespændingen stiger som en følge af et stigende indgangssignal, vil hovedstrømmen samtidig stige: Dette skaber et stigende spændingsfald over {\displaystyle R_{3}}, og da denne er tilsluttet en fast jævnspænding, vil spændingen falde der, hvor den er forbundet med udgangen; forstærkeren er altså inverterende, og udgangssignalet vil være i modfase i forhold til indgangssignalet.
I de følgende formler repræsenterer symbolet {\displaystyle \|} beregningen for parallelkobling af modstande/impedanser.

### Indgangsimpedans
Da der ikke går nogen strøm i transistorens gate, afhænger indgangsimpedansen {\displaystyle Z_{ind}} alene af den eller de modstande, der står i forbindelse med indgangen: {\displaystyle Z_{in}=R_{1}\|R_{2}}.

Er {\displaystyle R_{1}} udeladt (fordi trinnet arbejder med en gatespænding på 0 volt), er indgangsimpedansen lig med den tilbageværende modstand {\displaystyle R_{2}}. Dette kan føre til meget store indgangsimpedanser, idét sådan en "enlig" gatemodstand ikke skal trække nogen strøm, og derfor uden problemer kan være på flere megaohm.

### Udgangsimpedans
Udgangsimpedansen {\displaystyle Z_{ud}} afhænger af drainmodstanden {\displaystyle R_{3}} samt af "udgangs-admittansen" i transistorens drain, {\displaystyle Y_{OS}}, idet {\displaystyle Z_{ud}=R_{3}\|{\frac {1}{Y_{OS}}}}

Udgangsimpedansen er for et forstærkertrin bygget med en småsignal-transistor af størrelsesordenen nogle få kiloohm.

### Forstærkning
Spændingsforstærkningen {\displaystyle A_{u}} afhænger bl.a. af den belastning ({\displaystyle R_{L}} på diagrammet), som udgangen skal drive. Hvis man har sat modkoblingen ud af kraft vha. {\displaystyle C_{3}}, bliver udgangssignalet typisk en snes gange så stort som indgangssignalet. Mere præcist gælder at 
{\displaystyle A_{u}={\frac {R_{3}\|R_{L}\|{\frac {1}{Y_{OS}}}}{\frac {1}{Y_{FS}}}}}, hvor {\displaystyle {\frac {1}{Y_{FS}}}} er transistorens stejlhed.
Lader man trinnet "modkoble sig selv" ved at udelade {\displaystyle C_{3}}, bliver forstærkningen noget mindre med et udgangssignal, der blot er nogle få gange større end indgangssignalet. Der gælder at 
{\displaystyle A_{u}={\frac {R_{3}\|R_{L}\|\left(r_{4}+{\frac {1}{Y_{OS}}}\right)}{{\frac {1}{Y_{FS}}}+R_{4}}}}, hvor {\displaystyle {\frac {1}{Y_{FS}}}} er transistorens stejlhed.
Er belastningen {\displaystyle R_{L}} samtidig så stor, at den ikke spiller nogen praktisk rolle, kan man beregne forstærkningen approksimativt på denne måde: 
{\displaystyle A_{u}=Z_{ud}\cdot Y_{FS}}

### Nedre grænsefrekvens
Skillekondensatorerne i ind- og udgang har den bivirkning, at de sætter en nedre grænse for frekvenserne i de signaler, trinnet kan bearbejde. Disse kondensatorer virker som et højpasled i samspil med ind- og udgangsimpedanserne samt den signalkilde hhv. belastning, der tilsluttes. Derfor skal disse kondensatorer have så tilpas store værdier, at denne nedre grænsefrekvens ikke får nogen praktisk betydning for anvendelsen af forstærkertrinnet.